# Engel (singolo)
Engel è un singolo del gruppo musicale tedesco Rammstein, pubblicato il 1º aprile 1997 come primo estratto dal secondo album in studio Sehnsucht.

## Descrizione
La voce femminile prima del ritornello è di Christiane Hebold, mentre il fischio è fatto dal tastierista Christian Lorenz sebbene dal vivo venga aiutato dal chitarrista Richard Kruspe.

## Tracce
CD
1. Engel – 4:23
2. Sehnsucht – 4:02
3. Rammstein (Eskimos & Egypt Radio Edit) – 3:41
4. Rammstein (Eskimos & Egypt Instrumental Edit) – 3:27
5. Rammstein (Original) – 4:25

CD – Fan Edition
1. Engel (Extended Version) – 4:34
2. Feuerräder (Live Demo Version 1994) – 4:47
3. Wilder Wein (Demo Version 1994) – 5:41
4. Rammstein (Eskimos & Egypt Instrumental Edit) – 3:27

## Formazione
Gruppo

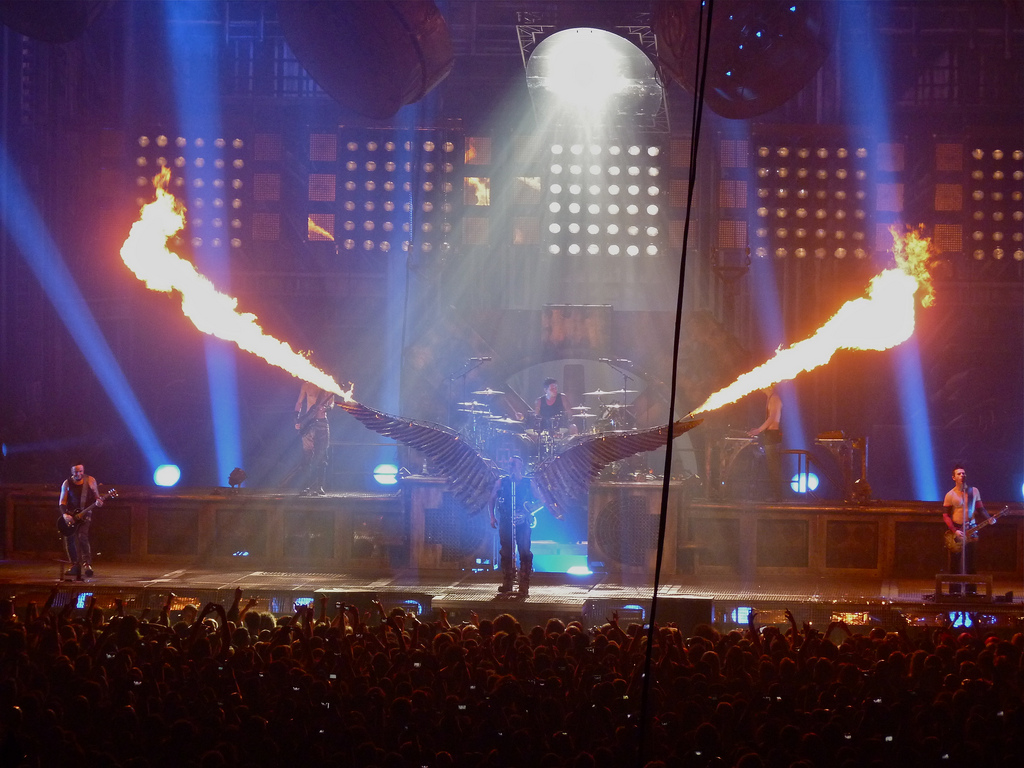
Un'esecuzione di Engel dal vivo

- Till Lindemann – voce, programmazione
- Richard Kruspe – chitarra, programmazione
- Paul Landers – chitarra, programmazione
- Oliver Riedel – basso, programmazione
- Christoph "Doom" Schneider – batteria, programmazione
- Christian "Doktor Flake" Lorenz – tastiera, programmazione

Altri musicisti
- Marc Stagg – programmazione aggiuntiva
- Bobo – voce femminile

Produzione
- Jacob Hellner – produzione
- Rammstein – produzione
- Ronald Prent – missaggio

## Classifiche
| Classifica (2023) | Posizione massima |
| ----------------- | ----------------- |
| Lituania          | 48                |